# Pałac Biskupi w Łomży
Pałac Biskupi – pałac biskupów łomżyńskich wybudowany w 1925 roku z inicjatywy biskupa Romualda Jałbrzykowskiego. Jest to budynek w stylu neoklasycystycznym, wybudowany według projektu architekta Zdzisława Świątkowskiego. Budynek znajduje się na południe od Katedry św. Michała Archanioła, przy ulicy Sadowej. Pałac jest budynkiem należącym do łomżyńskiej Kurii Biskupiej. Wewnątrz znajduje się wielce cennych zabytków, m.in.: obrazy barokowe z końca XIX w., grafiki, meble neobarokowe, portrety biskupów diecezji wigierskiej oraz krzyże ołtarzowe.